# Masacre de Jartum
La masacre de Jartum ocurrió el lunes 3 de junio de 2019, cuando las fuerzas armadas militares del Consejo Militar Transitorio de Sudán, encabezadas por las Fuerzas de Apoyo Rápido (RSF por sus siglas en inglés), organización sucesora inmediata de la milicia Yanyauid, utilizaron armas de fuego y gases lacrimógenos para dispersar una sentada de manifestantes en Jartum, matando a más de 100 personas, aunque hubo dificultades para estimar el número real de asesinados. Al menos cuarenta cuerpos fueron arrojados al río Nilo. Cientos de civiles desarmados resultaron heridos, otros cientos de ciudadanos desarmados fueron arrestados y muchas familias fueron perseguidas en sus estados de origen en todo Sudán; la RSF violó a 70 mujeres y hombres. Internet fue casi completamente bloqueado en Sudán en los días posteriores a la masacre, lo que dificultó la estimación del número de víctimas.

## Antecedentes
En diciembre de 2018, comenzaron grandes protestas en las calles de Jartum, la capital de Sudán, en oposición al aumento de los precios de los productos básicos, incluido el pan. Las protestas crecieron rápidamente y encontraron el apoyo de diferentes partidos de oposición. Los movimientos de mujeres y jóvenes también se unieron a las protestas.
El gobierno sudanés inició las medidas de austeridad recomendadas por el Fondo Monetario Internacional (FMI), incluida la devaluación de la libra sudanesa, así como la eliminación de los subsidios al trigo y la electricidad. La economía de Sudán ha tenido problemas desde el ascenso de Omar al-Bashir al poder, pero se volvió cada vez más turbulenta después de la secesión de Sudán del Sur en 2011, que, hasta entonces, había representado una importante fuente de divisas, debido a su producción de petróleo. La devaluación de la libra sudanesa en octubre de 2018 dio lugar a tasas de cambio muy fluctuantes y una escasez de efectivo en circulación. Las largas colas para productos básicos como la gasolina, el pan y el efectivo de los cajeros automáticos son una vista común. Sudán tenía a inicios de 2019 una inflación de alrededor del 70%, superada solo por Venezuela.
El 11 de abril de 2019 las Fuerzas Armadas de Sudán obligaron a dimitir al entonces presidente Omar al Bashir en medio de un golpe de Estado, lo retuvieron en prisión domiciliaria, y tomaron el control del país el llamado Consejo Militar Transitorio (CMT).
Según el periodista Gérard Prunier, frente al Consejo Militar de Transición, "la protesta funcionó también como un encuentro político permanente en el que todos se solidarizaron. Todo el mundo cuidaba de los niños; las mujeres, que habían encontrado su voz, eran omnipresentes; y los provincianos descubrían la capital. Los eslóganes marcan la pauta de un movimiento decididamente pacífico: "Silmiya" ("No violencia"), "Hurriya" ("Libertad"), "Thawra" ("Revolución"), "Dhidd al-haramiya" ("Abajo los ladrones"), "Madaniya" ("Poder para los civiles"). Durante todo el Ramadán, en este país musulmán gobernado por islamistas desde hace treinta años, los manifestantes ayunaron o no, según su libre elección... en casi 50 en la sombra. Los comerciantes, incluidos los cristianos, abastecieron a la multitud con productos de primera necesidad."

## Masacre
El 3 de junio de 2019, las fuerzas armadas militares del CMT encabezadas por las Fuerzas de Apoyo Rápido, la organización sucesora inmediata de la milicia yanyauid y el NISS, junto con otras fuerzas del CMT, utilizaron intensos disparos y gases lacrimógenos, así como bombas de sonido con el objetivo de dispersar una sentada matando a más de un centenar de personas.
La estimación del número de víctimas fue difícil en los días posteriores a la masacre debido al bloqueo de Internet y la presencia de las fuerzas de seguridad. Internet en Sudán estuvo casi completamente bloqueado durante y después de la masacre, las milicias yanyauid tuvieron una amplia presencia en todo Jartum e impidieron documentar el número de víctimas.
A partir de la tarde del 4 de junio de 2019, hubo informes de un gran número de víctimas en el sitio de la sentada, con dificultad para evacuarlas. Hubo varios informes de cuerpos arrojados al Nilo. Cientos de civiles desarmados resultaron heridos, cientos de ciudadanos desarmados fueron arrestados y muchas familias fueron aterrorizadas en sus estados de origen en todo Sudán. Setenta mujeres y hombres fueron violados por la RSF, según los médicos en los hospitales de Jartum.
Otras manifestaciones en Puerto Sudán, Gadarif y Sinja también fueron víctimas de incursiones y ataques por parte de RSF el 3 de junio.
Los atacantes no eran personal militar -muchos de los cuales simpatizaban con los manifestantes- sino mercenarios de Darfur (las Fuerzas de Apoyo Rápido) y unidades relacionadas con la inteligencia.